# Honda Bay
Honda Bay är en bukt i Suluhavet på östra stranden av ön Palawan i Filippinerna. Staden Puerto Princesa ligger vid södra ändan av bukten. I bukten finns ett stort antal små öar med sandstränder. Turism i bukten förekommer i form av "island hopping" (öhoppande), rundturer där man åker från ö till ö under en dag.

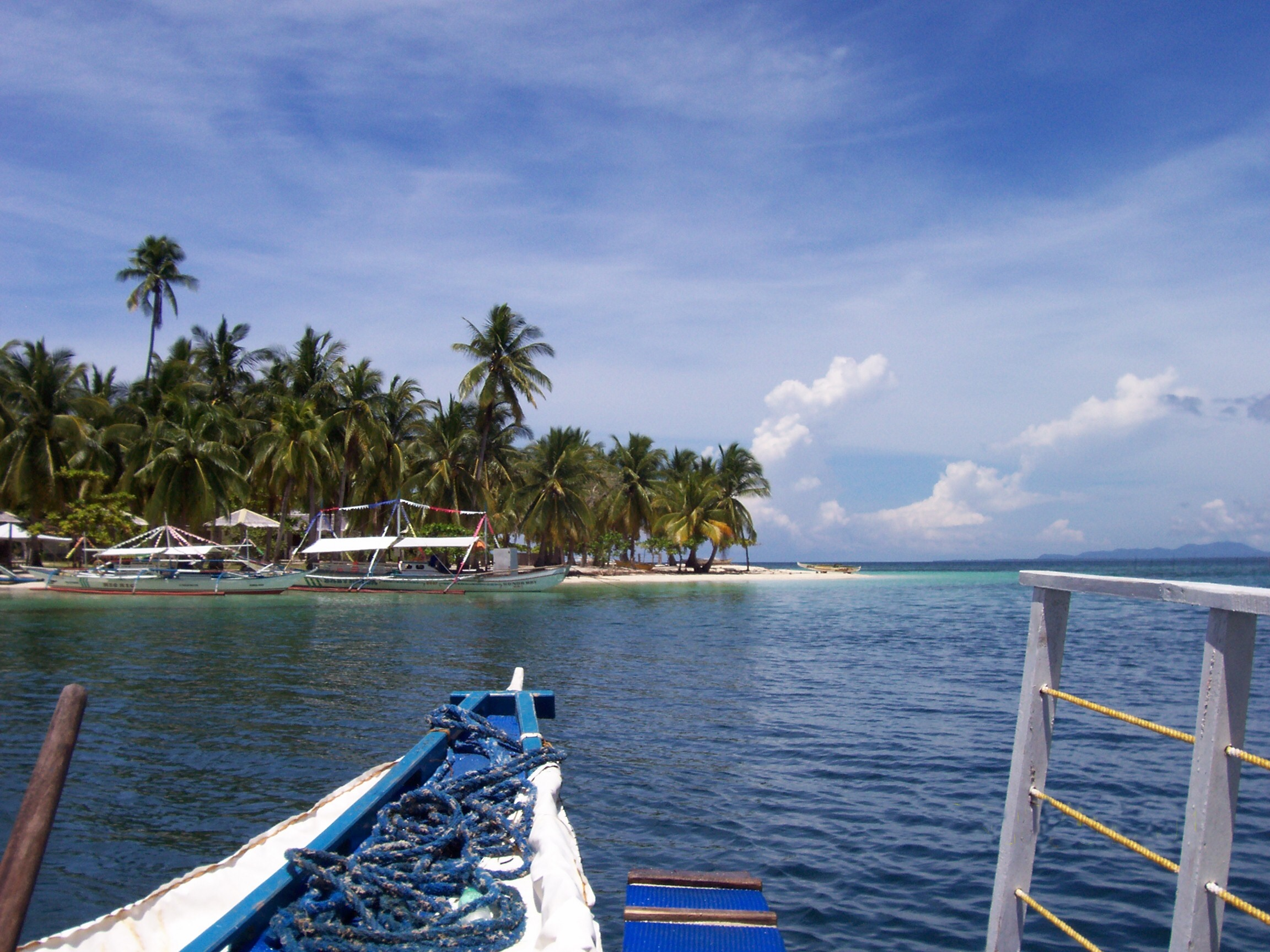
Honda Bay, island hopping

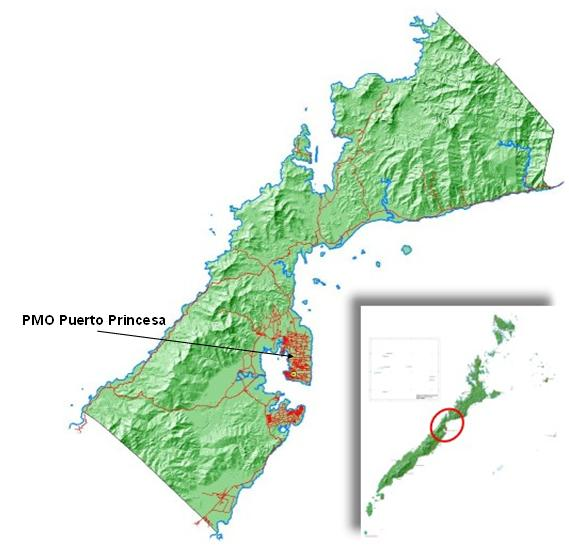
Karta över kommunen Puerto Princesa. Honda Bay med sina öar syns mitt i bilden.